# Antoni Kaczorowski
Marceli Antoni Kaczorowski (ur. 17 stycznia 1878 w Warszawie  – zm. 27 lutego 1918 tamże), inżynier technolog, jeden z przywódców Narodowego Związku Robotniczego, podczas I wojny światowej działacz lewicy niepodległościowej potem polityk aktywistyczny.

## Życie
Ukończył gimnazjum realne w Warszawie a następnie Instytut Technologiczny w Petersburgu (1904). Już w szkole realnej należał do uczniowskich kółek samokształceniowych a podczas studiów związał się ze środowiskiem młodych działaczy narodowo-demokratycznych, był członkiem Związku Młodzieży Polskiej „Zet” i Koła Braterskiego ZET-u. W latach 1905–1912 był kierownikiem warsztatów naprawczych Kolei Warszawsko-Wiedeńskiej w Pruszkowie. Po jej nacjonalizacji przez rząd rosyjski pracował w dyrekcji Towarzystwa Przemysłowców Królestwa Polskiego. Był ściśle związany z jego dyrektorem Andrzejem Wierzbickim - i w uzgodnieniu z nim  propagował zakładanie kas chorych wśród właścicieli zakładów przemysłowych. Od 1905 był członkiem Narodowego Związku Robotniczego oraz przywódcą utworzonej przez siebie organizacji NZR w Pruszkowie. Wkrótce został jednym z liderów i członków Zarządu Głównego NZR w Królestwie. W 1908 był jednym z głównych rzeczników zerwania związków NZR z Ligą Narodową i związania z irredentą polską tworzącą w Galicji ruch strzelecki. W 1912 roku z ramienia NZR został członkiem Tymczasowej Komisji Skonfederowanych Stronnictw Niepodległościowych. Był także czynnym publicystą - autorem licznych artykułów w prasie propagującej założenia tworzącej się wówczas orientacji antyrosyjskiej.
Po wybuchu I wojny światowej działał i był członkiem reprezentacji lewicy niepodległościowej, m.in. Konfederacji Narodowej Polskiej, Zjednoczenia Stronnictw Niep0dległościowych, Komitetu Naczelnego Zjednoczonych Stronnictw Niepodległości i Centralnego Komitetu Narodowego w Warszawie. Z ramienia NZR i CKN wszedł w styczniu 1917 do  Tymczasowej Rady Stanu (TRS). W tym czasie stał się jednym z głównych rzeczników zerwania związków łączących NZR z lewicą niepodległościową i przejścia partii do czynnej polityki aktywistycznej. W rezultacie m.in. jego akcji doszło wczesną wiosną 1917 do wyjścia z CKN przedstawicieli NZR i Związku Niepodległości. W TRS był początkowo wicedyrektorem departamentu gospodarczo-społecznego a od maja 1917 dyrektorem departamentu pracy. W lipcu 1917 po zaprzestaniu współpracy NZR z TRS pozostał na swym stanowisku i brał czynny udział w pracach w ostatnim okresie istnienia Rady. Następnie był członkiem tzw. Komisji Przejściowej TRS (sierpień 1917 – styczeń 1918), Po powołaniu przez władze okupacyjne  regentów i powstaniu rządu Rady Regencyjnej pod prezesurą Jana Kucharzewskiego został podsekretarzem stanu w Min. Handlu i Przemysłu oraz szefem sekcji tego ministerstwa. W tym czasie osłabła jego pozycja w NZR - XIV zjazd partii nie wybrał go do władz. Następnie po rezygnacji tego rządu na znak protestu przeciwko postanowieniom traktatu brzeskiego w prowizorycznym gabinecie urzędniczym Antoniego Ponikowskiego otrzymał tekę ministra handlu i przemysłu łącznie z teką ministra pracy i opieki społecznej, ale funkcji tej już nie objął ponieważ zmarł na atak serca.
Pochowany na cmentarzu Powązkowskim w Warszawie (kwatera 162, rząd 3, miejsce 23-24)

### Odznaczony
pośmiertnie Krzyż Niepodległości (17 marca 1932)

## Życie prywatne
Urodził się w rodzinie rzemieślniczej, był synem Franciszka (1812–1885) i Anny ze Służyńskich (1831–1892). Jego bratem był inżynier technolog – Leonard (1880-?). Ożenił się w Petersburgu z Aleksandrą z Hurczynów, mieli dwóch synów: powstańca warszawskiego  Andrzeja (1907-1944) i porucznika AK Adama (1909-1955).

## Literatura
- Adam Galos, Kaczorowski Antoni, Polski Słownik Biograficzny, t. 11, Wrocław-Warszawa-Kraków 1964-1965, s. 387-388;
- Adam Galos, Kaczorowski Antoni, Słownik biograficzny działaczy polskiego ruchu robotniczego, t. 3, Warszawa 1985, s. 46,